# 이창우 (연출가)
이창우는 대한민국의 텔레비전 드라마 연출감독이다.

## 드라마
- 2006년 SBS 주말 특별기획 드라마 《사랑과 야망》 ... 조연출
- 2007년 ~ 2008년 SBS 월화 특별기획 드라마 《왕과 나》 ... 조연출
- 2020년 SBS 금토 미니시리즈 《하이에나》 ... 공동연출
- 2024년 MBC 금토 미니시리즈 《밤에 피는 꽃》 ... 공동연출